# Leucophanes pucciniferum
Leucophanes pucciniferum là một loài rêu trong họ Calymperaceae. Loài này được Müll. Hal. mô tả khoa học đầu tiên năm 1883.